# Kagemusha
Kagemusha (影武者 literalmente "La sombra del guerrero"?) es una película de 1980 dirigida, escrita y producida por el cineasta japonés Akira Kurosawa protagonizada por Tatsuya Nakadai. Francis Ford Coppola, George Lucas y 20th Century Fox figuran como productores ejecutivos labor con la que obtuvieron los derechos de distribución en occidente.
En japonés la palabra Kagemusha es un término utilizado para denotar a un señuelo político. Ambientada en el periodo Sengoku de la Historia de Japón la trama narra la historia de un criminal de clase baja entrenado para suplantar a un moribundo señor feudal con el objetivo de engañar a los enemigos de este y evitar que ataquen al recién acéfalo feudo. El señor feudal que el Kagemusha reemplaza está basado en el caudillo Takeda Shingen y la película termina con la histórica Batalla de Nagashino, en 1575.
Entre otros premios como el David de Donatello de la academia Italiana, o los premios César de la francesa, la película obtuvo la Palma de Oro en el Festival de Cannes de 1980 (ex aequo con All That Jazz dirigida por Bob Fosse). También obtuvo nominaciones en los Globos de Oro, BAFTA y en los Premios Óscar en las categorías de mejor película extranjera y mejor dirección artística.

## Argumento
La película comienza con una toma de tres hombres prácticamente indistinguibles entre sí: Shingen, su hermano Nobukado, y un ladrón, a quien Nobukado conoció por casualidad y a quien salvó de ser ejecutado por su gran parecido con Shingen. Shingen acuerda que el ladrón puede ser útil como doble y deciden utilizarlo como kagemusha.
El ejército de Shingen ha asediado el castillo de Tokugawa Ieyasu. Cuando Shingen visita el campo de batalla, escucha a un misterioso flautista en la noche. Justo cuando trata de descubrir de donde proviene el sonido, es disparado por un francotirador. Mortalmente herido, Shingen le ordena a sus generales que mantengan su muerte en secreto por tres años. Más tarde, Shingen muere mientras es llevado a través de un paso montañoso con un pequeño grupo de testigos.
Nobukado presenta el ladrón ante los generales y lo propone para que este suplante a Shingen a tiempo completo. En un principio, incluso el ladrón ignora la muerte de Shingen. El ladrón trata de romper una gran jarra, creyendo que contiene dinero, pero cuando la rompe,  descubre el cadáver preservado de Shingen. Después de este hecho, los generales deciden que no pueden confiar en el ladrón y lo dejan en libertad.
Los líderes del Clan Takeda arrojan la jarra con el cuerpo de Shingen en el Lago Suwa. Los espías que trabajan para Oda Nobunaga y Tokugawa, atestiguan la eliminación de la jarra y, sospechando que Shingen ha muerto, le informan a sus líderes. El ladrón, sin embargo, que había escuchado a los espías, va y ofrece sus servicios, con la esperanza de ser de alguna utilidad para el Clan Takeda. El Clan Takeda mantiene el encubrimiento, diciendo que estaban haciéndole una ofrenda de sake al dios del lago.
Los espías siguen al ejército de los Takeda en su marcha a casa después del asedio. Aunque sospechan que Shingen ha muerto, son engañados por la actuación del kagemusha.
De regreso en casa, el kagemusha burla exitosamente a las concubinas de Shingen y a su nieto. A medida que el impostor imita al fallecido y aprende más sobre éste, comienza a adquirir la personalidad de Shingen y es capaz de burlarse incluso de sus guardaespaldas y de sus Wakashū, que lo conocían bien. Cuando el Impostor debe presidir un consejo militar y se le preguntan que decisiones tomar, contesta inteligentemente mencionando el lema del Clan Takeda: Rápido como el viento, fiero como el fuego, sereno como el bosque y firme como una montaña
Cuando Tokugawa y Oda Nobunaga lanzan un ataque en territorio de los Takeda, Katsuyori, el hijo de Shingen, lanza un contraataque sin tomar en cuenta los consejos de sus generales. El kagemusha  es forzado a comandar los refuerzos para la Batalla de Takatenjin, e inspira a sus soldados para la victoria.
En un exceso de confianza el kagemusha se atreve a montar el caballo favorito de Shingen. Cuando se cae del caballo, los que corren a ayudarlo se dan cuenta de que no tiene las cicatrices de guerra de Shingen, revelando al usurpador. El ladrón es sacado fuera del palacio y Katsuyori, a pesar de haber sido desheredado, toma el control del clan.
Ahora, Katsuyori tiene el control sobre el ejército Takeda y decide atacar a Nobunaga, que ha tomado el control de Kyoto. Sus generales le aconsejan que atacar no es prudente, pero aun así este ignora los consejos de sus asesores militares y ataca a Nobunaga, lo que resulta en la batalla de Nagashino. Oleada tras oleada de caballería e infantería, el ejército de los Takeda es arrasado por el fuego de los arcabuces de Nobunaga. Durante esta escena, gran parte de la batalla transcurre fuera de pantalla. La marcha de los soldados Takeda y los disparos de los arcabuces se aprecian en pantalla, pero la muerte de los soldados del ejército Takeda no puede verse sino hasta el final de la batalla. El espectador ve un vasto escenario de la carnicería. El kagemusha, que ha seguido al ejército Takeda, es testigo de la matanza. En una demostración final de lealtad, toma una lanza y realiza una carga inútil contra las fortificaciones de Nobunaga, muriendo por el clan Takeda. La imagen final de la película es la del cuerpo acribillado a balazos del kagemusha arrastrado por un río, junto a la bandera del clan Takeda.

## Reparto
- Tatsuya Nakadai - Takeda Shingen/Kagemusha
- Tsutomu Yamazaki - Takeda Nobukado
- Kenichi Hagiwara - Takeda Katsuyori
- Jinpachi Nezu - Tsuchiya Sohachiro
- Hideji Otaki - Yamagata Masakage
- Daisuke Ryu - Oda Nobunaga
- Masayuki Yui - Tokugawa Ieyasu
- Kaori Momoi - Otsuyanokata
- Mitsuko Baisho - Oyunokata
- Hideo Murota - Baba Nobufusa
- Takayuki Shiho - Naito Masatoyo
- Koji Shimizu - Atobe Katsusuke
- Noburo Shimizu - Hara Masatane
- Sen Yamamoto - Oyamada Nobushige
- Shuhei Sugimori - Kōsaka Masanobu
- Takashi Shimura - Taguchi Gyobu

## Recepción
Kagemusha fue la película número 1 en el mercado nacional japonés en 1980 recaudando 2.700 millones de yenes.
Crítica y público ha considerado favorablemente la película desde su estreno. En IMDb, basado en 29.646 calificaciones, obtiene una valoración de 8,0 sobre 10. FilmAffinity, con 7.761 votos, le otorga una puntuación de 7,9 sobre 10. Rotten Tomatoes le otorga una valoración de 92 puntos sobre 100 por parte de la audiencia y de 88 sobre 100 por parte de la crítica.

## Premios
En el Festival de Cannes 1980, Kagemusha compartió el premio Palma de Oro conjuntamente con la película All That Jazz. Kagemusha  fue nominada para dos premios de la Academia por mejor dirección artististica y por mejor película extranjera. La película ganó el Premio César en 1981 por mejor película extranjera.
- Premios Óscar (Estados Unidos de América)
  - Nominada: Mejor Dirección Artística (Yoshirō Muraki)
  - Nominada: Mejor Película Extranjera

- Premios BAFTA (Reino Unido)
  - Ganadora:Mejor Diseño de Vestuario (Seiichiro Momosawa)
  - Ganadora: Mejor Dirección (Akira Kurosawa)
  - Nominada: Mejor Cinematografía (Takao Saitō y Masaharu Ueda)
  - Nominada: Mejor Película

- Festival de Cannes (Francia)
  - Ganadora: Palma de Oro (Junto con All That Jazz)

- Premios César (Francia)
  - Ganadora: César a la mejor película extranjera

- Premios David de Donatello (Italia)
  - Ganadora: Mejor Director - Película Extranjera (Akira Kurosawa)
  - Ganadora: Mejor Productor - Película Extranjera (Francis Ford Coppola y George Lucas)

- Premios Globo de Oro (Estados Unidos de América)
  - Nominada: Mejor Película Extranjera